# Xysticus pulcherrimus
Xysticus pulcherrimus là một loài nhện trong họ Thomisidae.
Loài này thuộc chi Xysticus. Xysticus pulcherrimus được Eugen von Keyserling miêu tả năm 1880.